# Třída Lieutenant De Vaisseau Rabhi
Třída Lieutenant De Vaisseau Rabhi (jinak též třída Vigilance, nebo třída Cormoran) je třída hlídkových lodí marockého královského námořnictva. Postaveno bylo celkem šest jednotek této třídy. Všechny jsou stále v aktivní službě.

## Stavba
Všech šest hlídkových lodí bylo postaveno španělskou loděnicí EN Bazán (později Izar, nyní Navantia) v Cádizu. Do operační služby byly uvedeny v letech 1988–1989.
Jednotky třídy Lieutenant De Vaisseau Rabhi:
| Jméno                              | Spuštění na vodu | Dokončení         | Status  |
| ---------------------------------- | ---------------- | ----------------- | ------- |
| Lieutenant De Vaisseau Rabhi (310) | 23. září 1987    | 16. září 1988     | aktivní |
| Errachiq (311)                     | 23. září 1987    | 16. prosince 1988 | aktivní |
| El Akid (312)                      | 29. března 1988  | 4. dubna 1989     | aktivní |
| El Maher (313)                     | 29. března 1988  | 20. června 1989   | aktivní |
| El Majid (314)                     | 21. října 1988   | 26. září 1989     | aktivní |
| El Bachir (315)                    | 21. října 1988   | 19. prosince 1989 | aktivní |

## Konstrukce
Kromě 36 členů posádky mohou ubytovat až 15 dalších osob. Plavidla nesou dva navigační radary DECCA. Hlavňovou výzbroj tvoří 40mm kanón Bofors a 20mm kanón Oerlikon. Pohonný systém tvoří dva diesely MTU 16V956 TB82 o celkovém výkonu 7600 bhp, pohánějící dva lodní šrouby. Nejvyšší rychlost dosahuje 22 uzlů. Dosah je 3800 námořních mil při rychlosti 12 uzlů.